# Kirphis
Le Kirphis (grec moderne : Κίρφις) ou Cirphis est une petite chaîne de montagne grecque, dans la périphérie de Grèce-Centrale. Elle s'étend entre le golfe de Corinthe et la vallée du Pleistos, qui la sépare du mont Parnasse.

## Géographie

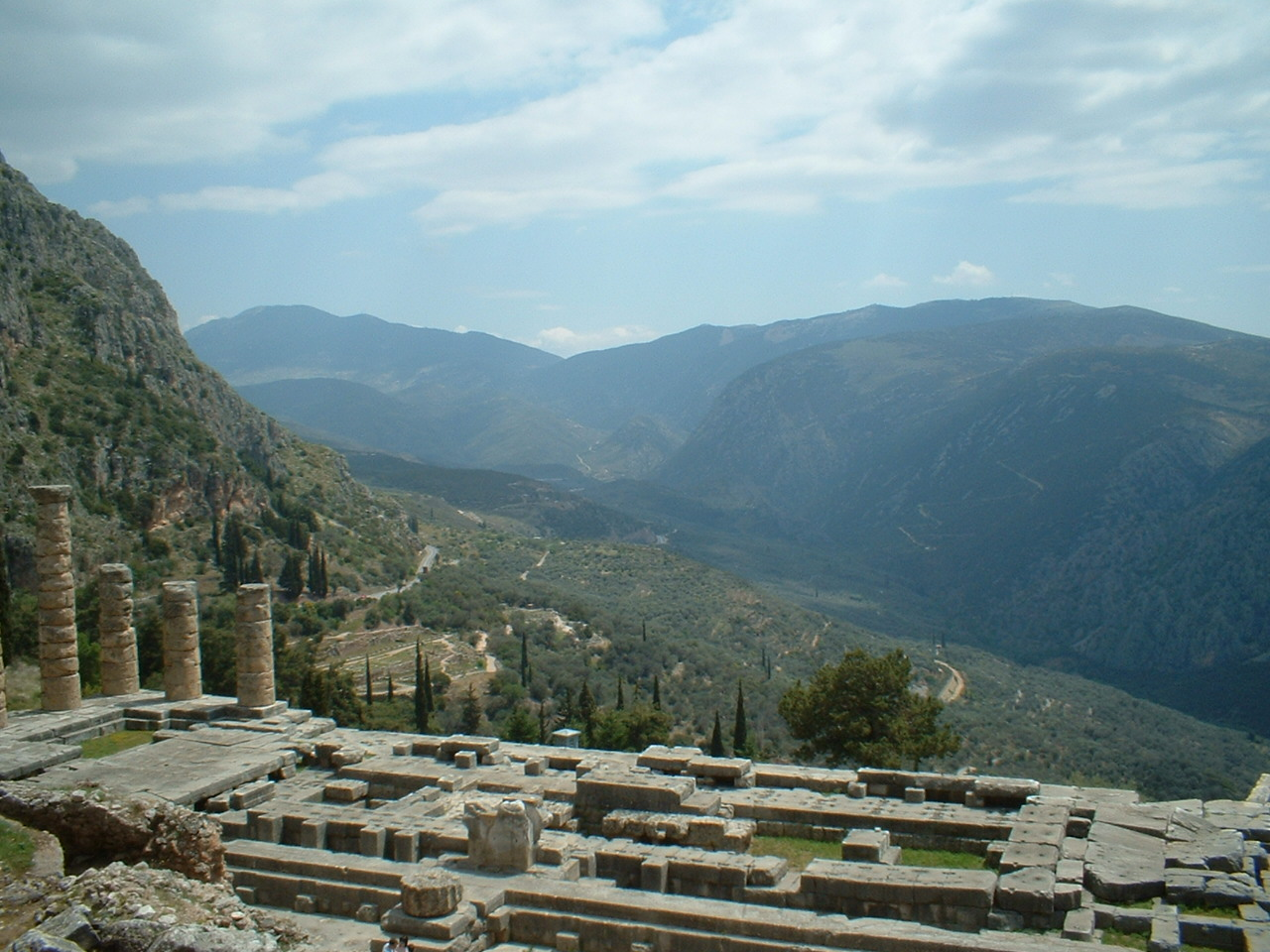
Vue de la chaîne du Kirphis depuis la terrasse du temple d'Apollon à Delphes, par-dessus la vallée du Pleistos.

La chaîne s'étend d'ouest en est. À l'ouest, elle domine Kirra, sur la baie d'Itea ; à l'est, elle s'étend jusqu'à un lieu nommé dans l'Antiquité Schiste (grec ancien : Σχιστὴ Ὀδός), ce qui veut dire « coupure », parce que le chemin de Delphes y faisait une fourche, endroit où, selon certains auteurs, Œdipe tua son père Laios.
Le point culminant (1 503 m) se situe dans la partie orientale, au mont Xerovouni.
Entre la crête principale au nord et la branche moins élevée qui, de Kirra, longe la côte du golfe de Corinthe en direction de la baie d'Antíkyra, s'étend un haut plateau où se trouve le village de Desfina (Δεσφίνα) ; le plateau est traversé par la route qui va d'Itea à Dístomo et à Antíkyra.

## Histoire
Pendant la première guerre sacrée (vers 600-590 av. J.-C.), les habitants de Kirra, en butte à l'hostilité de l'Amphictyonie de Delphes et menacés par la coalition lancée contre eux, se réfugièrent sur le Kirphis, où ils purent résister plusieurs années avant d'être définitivement vaincus. C'est probablement sur le haut plateau où se trouve aujourd'hui le village de Delfina, à une altitude d'environ 600 m, qu'ils purent se maintenir. Marta Sordi pense qu'ils ont pu y trouver refuge dans une cité qu'Eschine désigne comme [la cité] des Acragallidiens, leurs alliés, cité qui doit être la même que celle que d'autres sources nomment Kraugallion (Κϱαυγάλλιον).

## Mythologie
Dans une caverne du Kirphis située à proximité de Krissa vivait une créature féminine monstrueuse du nom de Lamia ou Sybaris. Elle terrorisait les habitants de Delphes. Pour l'apaiser, les Delphiens devaient, selon l'oracle, lui sacrifier un jeune homme. Ils étaient prêts à lui livrer un garçon du nom d'Alcyoneus, désigné par le sort. Mais Eurybatos, fils d'Euphémos, tombé amoureux d'Alcyoneus, lequel était aussi remarquable par sa beauté que par son intelligence, proposa de prendre sa place. Il se rendit dans la caverne, en tira la bête et réussit à la précipiter en bas des rochers ; elle s'écrasa dans la plaine de Krissa et à cet endroit surgit une source, que les habitants appelèrent Sybaris.